# Sint-Joannes Vianneykerk (Heizijde)
De Sint-Joannes Vianneykerk is een kerk in het gehucht Heizijde in de Belgische gemeente Lebbeke. Het is de voormalige parochiekerk van de parochie van deze wijk, met als patroonheilige Johannes Maria Vianney. De moderne kerk is gebouwd in 1968, en is daarmee een van de jongste kerken van Vlaanderen.

## Geschiedenis
Reeds sinds begin 1955 werd door de kerkelijke overheid te Heizijde een bidplaats erkend, namelijk de kapel van de fabriek De Naeyer. Van 13 november tot 23 november 1955 predikten de paters redemptoristen een "missie" in de Onze-Lieve-Vrouwekerk in het centrum van Lebbeke. Ze wilden hierop aansluitend eveneens ook op de afgelegen wijk Heizijde prediken. Een zaal was vlug gevonden: de zaal bij de fabriek De Naeyer. Dit leidde tot de erkenning van Heizijde, op 8 januari 1957 tot annex van de parochie Onze-Lieve-Vrouw Geboorte.
Reeds in de loop van de maand april 1956 werd door de parochianen een houten noodkerk opgericht op een grond die hiervoor werd geschonken door de Heer Omer Huybens, langsheen de Heizijdestraat. Ze werd ingewijd op 6 mei 1956 door Mgr. Schelfout, vicaris van het Bisdom Gent. Een processie met de 12 geslachten van Lebbeke en het beeld van Onze-Lieve-Vrouw van Lebbeke trok die dag door de straten van Heizijde en de inhuldiging werd besloten met een lof in de open lucht met meer dan 1000 aanwezigen. De houten noodkerk had voorheen dienstgedaan als legerbarak.
Door de officiële erkenning tot annex-parochie werd de mogelijkheid geboden voor deze identiteit aankopen te doen, leningen af te sluiten of giften te aanvaarden. In september 1962 werden reeds voorstellen gedaan voor de bouw van een kerk te Heizijde, naast de noodkerk.
In 1963 werd te Lebbeke-centrum Omer van den Bergh aangesteld als pastoor. Hij ging onmiddellijk verder met de voorbereidingen en opende de weg voor de definitieve erkenning van Heizijde als parochie, bij Koninklijk Besluit van 21 november 1964.
In december 1964 deelde het provinciebestuur van Oost-Vlaanderen mee dat de bouwvergunning niet kon werden toegestaan omdat het voorziene terrein te klein was en een kerk met 500 stoelen diende te voorzien in een parkeerplaats voor circa 100 wagens. Men zocht eveneens naar de woning die kon dienstdoen als pastorie. Deze werd gehuurd in de P.F. De Naeyerstraat, iets verderop aan het kruispunt van Heizijde.
Op 21 april 1965 werd E.H. Frans Verberckmoes, onderpastoor sinds 1947 in de Onze-Lieve-Vrouwparochie, aangesteld als eerste pastoor van de nieuwe parochie. De eerste taak van Verberckmoes was zo vlug mogelijk een voldoende groot terrein te verwerven voor de bouw van de kerk. Nadat een ruim achterliggend perceel aangekocht werd, konden in juni 1965 de bestaande plannen konden worden aangepast aan de nieuwe liturgie. In oktober 1966 kreeg men de principiële toelating tot het bouwen van de huidige kerk. De werken konden aanvangen in augustus 1967, zodat op zondag 22 oktober 1967 Mgr. Leonce-Albert Van Peteghem, bisschop van Gent, de eerste steen kon plaatsen en wijden.
Op 29 mei 1968 werd Heizijde opgeschrikt door de brand van de houten noodkerk, waar nog steeds de vieringen doorgingen. Ze brandde totaal af. De diensten van de parochie vonden nu voor enkele maanden plaats in de turnzaal van de recht tegenover gelegen school van Heizijde.
Op kerstavond 1968 werd de nieuwe kerk, vroeger dan voorzien door de brand van de noodkerk, ingezegend en er een eerste eucharistie opgedragen, met een voorlopige inrichting, door Mgr. Leo De Kesel, hulpbisschop van Gent. In april 1969 was de kerk volledig klaar. Op 11 mei 1969 werden de kerk en altaar plechtig ingewijd door de bisschop van Gent.

## Parochiale uitbouw
Nadat het kerkgebouw volwaardig in dienst was, werd de klemtoon gelegd op de bouw van een bijhorende pastorie. Deze werd rechts naast de kerk gerealiseerd in 1972. Een parochiaal centrum was een volgend doel. De zaal Heidehof, links naast de kerk, kon dankzij de jaarlijkse 'Heizijdefeesten' gerealiseerd worden in 1976.

## Pastoors
- Paul Cromphout: Eerste onderpastoor van de wijk Heizijde, medepastoor van Onze-Lieve-Vrouwparochie.
- Frans Verberckmoes: Pastoor te Heizijde van 21 april 1965 tot 29 augustus 1993. Geboren te Elversele (Temse) op 7 augustus 1916 en overleden te Lebbeke op 7 februari 2001.
- Walter De Beer: Pastoor van Heizijde van 19 september 1993 tot 12 februari 2005. Pastoor H. Kruisparochie Lebbeke.
- Roger Cooreman: Pastoor van de wijk Heizijde + OLV en H-kruisparochie van 13 januari 2005 tot 7 december 2008. Oud-pastoor-deken Lebbeke-Buggenhout.
- Eduard Janssens: Pastoor van Heizijde + OLV + H-kruisparochie + Denderbelle en Wieze van 8 december 2008 tot eind 2013. Oud-pastoor-deken Lebbeke-Buggenhout.
- Geert C. Leenknegt: deken en pastoor te Heizijde + OLV + H-kruis + Denderbelle en Wieze benoemd op 10 oktober 2013 en aangesteld op zondag 16 maart 2014 in de dekenale kerk.

## Herbestemming
Op 25 september 2011 vond de laatste reguliere eucharistieviering plaats in de kerk van Heizijde.
De St.-Johannes-Vianneykerk was tot eind 2014 een gelegenheidskerk voor huwelijken, begrafenissen en andere gelegendheden. Vanaf 2015 werd gezocht naar een nieuwe bestemming voor de kerk, met behoud van haar sociaal karakter. 
Uiteindelijk werd de kerk in 2019 verkocht aan het gemeentebestuur van Lebbeke, voor de prijs van de bouwgrond. Het gebouw, een prefab-constructie uit de jaren zestig, is afgeleefd en heeft weinig architecturale waarde. De kerk zal worden gesloopt en in de plaats komt een groene zone. De klokkentoren zou wel behouden blijven.
Op vraag van een verliezende kandidaat-koper, heeft de Raad van State eind 2021 deze verkoop aan de gemeente vernietigd.